# Sharon Musson
Sharon Anita Musson (ur. 13 grudnia 1969 w Upper Hutt) – nowozelandzka pływaczka.
W 1985 została wicemistrzynią Australii na 100 m stylem grzbietowym w kat. 15-16 lat z czasem 1:06,63 s.
W 1988 wystartowała na igrzyskach olimpijskich w Seulu na 100 i 200 m stylem grzbietowym. W pierwszej rundzie zmagań na krótszym z dystansów zajęła 7. miejsce w swoim wyścigu eliminacyjnym z czasem 1:04,58 s, co pozwoliło jej awansować do finału B (o miejsca 9-16.). Tam była 7. z czasem 1:04,17 s. Dało jej to 15. lokatę w końcowej klasyfikacji zawodów. W pierwszej rundzie zawodów na 200 m uplasowała się na 5. pozycji z czasem 2:17,47 s, co zapewniło jej awans do finału B, w którym zajęła 2. miejsce z czasem 2:16,06 s. W końcowej klasyfikacji wywalczyła więc 10. pozycję. 
W 1989 została mistrzynią Australii na 100 m stylem grzbietowym z czasem 1:04,32 s oraz brązową medalistką mistrzostw tego kraju na 50 m tym samym stylem z czasem 30,72 s.
Na Igrzyskach Wspólnoty Narodów 1990 zajęła 8. miejsce na 200 m stylem grzbietowym z czasem 2:19,06 s.